# Stopa amortyzacji
Stopa amortyzacji (stawka amortyzacji) – stawka wykorzystywana przy obliczaniu odpisów amortyzacyjnych środka trwałego w działalności gospodarczej. Stopa amortyzacji wyraża w procentach zużycie środka trwałego w danym okresie w stosunku do jego wartości początkowej.
W księgowości stawka amortyzacji powinna odzwierciedlać planowany okres użytkowania danego składnika majątku. W podatkach stopa amortyzacji określona jest w wykazie rocznych stawek amortyzacyjnych. Odmienne podejście do poziomu stawki amortyzacji w ujęciu księgowym i podatkowym może prowadzić do powstawania różnic w wartości kosztu amortyzacji w księgach finansowych i deklaracji podatkowej przedsiębiorstwa.
W Polsce, w Ustawie o podatku dochodowym od osób prawnych oraz o zmianie niektórych ustaw regulujących zasady opodatkowania, ustalone zostały grupy rodzajowe środków trwałych z przypisaną im stawką amortyzacji. Podziału dokonano w oparciu o klasyfikację środków trwałych według symboli określonych przez Prezesa Głównego Urzędu Statystycznego.
Zgodnie z Ustawą podatnik może podwyższać lub obniżać poziom stawki amortyzacyjnej zapisanej w wykazie rocznych stawek amortyzacyjnych w zależności od: warunków w jakich środki trwałe są używane, rodzaju środków trwałych oraz przyjętej metody amortyzowania. Podatnik może indywidualnie ustalić stawkę amortyzacyjną m.in. dla: używanych lub ulepszonych środków trwałych, po raz pierwszy wprowadzonych do ewidencji danego podatnika; przyjętych do używania inwestycji w obcych środkach trwałych; wartości niematerialnych i prawnych.
Obniżenie lub podwyższenie stawki amortyzacji powinno wynikać z rzeczywistych zdarzeń np. przyspieszone zużycie lub zmniejszenie użytkowania danego środka trwałego.
Nieuzasadnione podwyższenie lub obniżenie stawki amortyzacji wykazane w trakcie kontroli może skutkować obowiązkiem korekty dochodu z działalności gospodarczej i dopłaty podatku wraz z odsetkami.
Podwyższenie lub obniżenie stawki amortyzacji możliwe jest tylko w przypadku amortyzacji metodą liniową.
Podwyższać można wyłącznie stawki określone w Wykazie rocznych stawek amortyzacyjnych, a nie stawki w inny sposób wcześniej zmienione (obniżone, podwyższone czy ustalone indywidualnie).
Zastosowanie współczynnika polega na pomnożeniu rocznej stawki amortyzacyjnej przez wartość odpowiedniego współczynnika. Jeżeli przykładowo podstawowa stawka amortyzacyjna wynosi 20%, to przy wykorzystaniu współczynnika 1,4 roczna stawka amortyzacyjna wyniesie 28% (20% x 1,4).
W przypadku podwyższenia stawek amortyzacyjnych podatnik ma obowiązek stosować do wszystkich środków trwałych dla których podwyższono stawkę amortyzacyjną - jeden wybrany współczynnik, przez który mnoży się stawkę amortyzacyjną właściwą dla danego środka trwałego, przyjętą z KŚT. Oznacza to, że gdy środek trwały spełnia warunki uprawniające do skrócenia amortyzacji z kilku tytułów (np. jest używany bardziej intensywnie w stosunku do warunków przeciętnych oraz jest poddany szybkiemu postępowi technicznemu), podatnik może stosować tylko jeden wybrany współczynnik.
Zgodnie z obowiązującymi przepisami dopuszczalna jest zmiana stawki amortyzacji, nie ma natomiast możliwość zmiany metody amortyzacji.